# Lonely Are the Brave
Lonely are the Brave (bra: Sua Última Façanha) é um filme estadunidense de 1962, dos gêneros Drama e Western, dirigido por David Miller (cineasta), com roteiro de Dalton Trumbo baseado em romance de Edward Abbey. Kirk Douglas interpreta um caubói moderno que se recusa a mudar seu estilo de vida e modo de agir e não se adapta à sociedade moderna. O astro declarou que esse foi o seu filme favorito.

## Elenco
- Kirk Douglas...John W. "Jack" Burns
- Gena Rowlands...Jerry Bondi
- Walter Matthau...Xerife Morey Johnson
- Michael Kane...Paul Bondi
- Carroll O'Connor...Hinton (o motorista do caminhão)
- William Schallert...Harry (operador de rádio)
- George Kennedy...Ajudante de Xerife Gutierrez
- Karl Swenson...Rev. Hoskins
- Dan Sheridan...Ajudante Glynn

## Sinopse
O caubói John W. "Jack" Burns fica sabendo que seu amigo Paul foi preso por transportar imigrantes ilegais e resolve ir à cidade para ajudá-lo. Burns não tem seguro social ou licença para dirigir. Ele viaja a cavalo e se encontra com Jerry, a esposa de Paul.
Deixando a montaria na casa de Jerry, Burns inicia seu plano: ele vai até um bar, se embriaga e procura briga para ir preso. Só que as coisas não saem bem como ele quer: um homem de um braço apenas é quem o chama para a briga e ele, relutante, acaba levando uma surra. Ao ser levado para a chefatura da polícia, os policiais querem libertar Burns, pois sabem da fama do aleijado. Então Burns não vê outro jeito senão agredir os policiais. Ele pega seis meses e finalmente vai para a cadeia onde está Paul. Quando os amigos se reencontram, Burns lhe mostra as serras que trazia escondido para usá-las para fugir. Paul não aceita então Burns foge sózinho, pois não aguentaria ficar confinado na prisão.
O xerife Johnson sai em busca do fugitivo e logo descobre a casa de Jerry e rastreia Burns até as montanhas. O caubói tenta alcançar a fronteira do México com seu cavalo. As coisas se complicam quando um general oferece ao xerife um helicóptero militar para ajudar na perseguição.

## Produção
O filme era para se chamar "The Last Hero" (O último herói), mas Douglas queria mudar para "The Brave Cowboy" (O bravo caubói). O Estúdio Universal Pictures associou o filme a um Western e foi quem escolheu o título final "Lonely Are the Brave" (literalmente, Solitários são os bravos).
Lonely Are the Brave teve seu lançamento em Houston, Texas em 24 de maio de 1962.

## Prêmios e indicações
- Kirk Douglas foi indicado ao BAFTA como "Melhor Ator Estrangeiro". Indicado ao Prêmio Laurel como "Melhor Performance de Ação".